# Мусаханова, Тамара Нахамиевна
Тамара Нахамиевна Мусаханова (31 января 1924 — 27 февраля 2014) — советский скульптор-керамист горско-еврейского происхождения. Член Союза художников СССР и Израиля. Заслуженный деятель искусств Дагестана.

## Биография
Тамаре Мусахановой удалось окончить несколько художественных училищ в разных городах — сначала в Махачкале, затем в Москве и Алма-Ате. Далее она продолжила образование, поступила в педагогический институт.
В 1949 г. окончила Московском художественно-промышленном училище имени Калинина. Работала над созданием скульптуры и произведений декоративно-прикладного искусства в керамике и фаянсе, а также занималась живописью. Сюжетность её работ касается простых ценностей жизни — национальных традиций в труде и отдыхе, в одежде и праздниках.
Награждена медалями Министерство культуры и Союза художников Российской Федерации. Имелa дипломы и почётные грамоты за участие в республиканских художественных выставках и за творческие успехи в развитие советского декоративно-прикладного искусства. Много работ Мусахановой находятся в коллекциях 15-ти российских художественных музеев, в том числе в Третьяковской галерее, Дагестанский музей изобразительных искусств, Государственном музее искусства народов Востока, музее-усадьбе Кускова, а также в частных коллекциях в России, Израиле, Германии, Англии и Америке.
С 1990 года Тамара Мусаханова живёт в Израиле в Хайфе, где активно работает и участвует в выставках: выставка репатриантов «Оманут оле» (1994 г.), в галерее «Цафон» (1998 г.), персональная в Хайфе (1998 г.), выставка художников-выходцев с Кавказа в Натании (1999 г.), художников Кавказа в Мерказ ха-музыка Тель-Авив-Яффо (2000 г.) и др.
В интервью израильской журналистке Хана Рафаэль для статьи «Светлой памяти Тамары Мусахановой», Тамара Мусаханова рассказала:
…Последняя моя персональная выставка состоялась в Москве в 1990 году, она проходила на протяжении месяца. Третьяковская галерея и Российский художественный фонд приобрели для себя лучшие мои работы. А за год до этого, в 1989-м, я получила мандат-приглашение и принимала участие во Всемирном еврейском конгрессе в Москве…

## Семья
Муж — Абрам Владимирович Фридберг, Заслуженный художник России, умер в Израиле.
Тамара Мусаханова и Абрам Фридберг имели троих детей, Михаил Фридберг, Петр Фридберг и Любовь Матаева.
Альберт Нахамиевич Мусаханов — брат Тамары Нахамиевны, кандидат сельскохозяйственных наук, жил в Подмосковье. Сестра Ася Нахамиевна Мусаханова, окончила университет, филологический факультет, работала в педагогическом институте. Племянник — доктор физико-математических наук Г. О. Осипов.
Тамара Мусаханова умерла в 2014 году. Похоронена в г. Хайфе, Израиль.

## Награды
- Заслуженный работник культуры РСФСР.
- Заслуженный деятель искусств Дагестана.
- Заслуженный артист Дагестана.

## Наследие
В декабре 2017 года, посмертно, в Дагестанский музей изобразительных искусств в Махачкале было открыто совместная с Музеем истории мировых культур и религий ретроспективная выставка, посвящённая жизни и творчеству известного дагестанского скульптора и керамиста Тамары Мусахановой.
Это бала вторая персональная выставка в память Тамары Мусахановой. Первая прошла на её родине в городе Дербенте.